# SSX on Tour
SSX on Tour (título tentativo: SSX 4) es un videojuego de snowboarding, el 4º título de la serie de juegos SSX para Nintendo GameCube, PlayStation 2, PSP y Xbox. Fue lanzado en Norteamérica el 11 de octubre de 2005 y en el Reino Unido el 21 de octubre de 2005. La versión para la PSP fue lanzada en Reino Unido el 28 de octubre de 2005. A diferencia de su predecesor SSX 3, On Tour no es compatible con versiones anteriores de la Xbox 360.
La versión de GameCube se diferencia de otras versiones puesto que en ésta hay una pista adicional llamada Nintendo Village, y los personajes de Nintendo Mario, Luigi, y la Princesa Peach están disponibles para jugar. Ellos también hacen acto de su presencia en otros juegos de la compañía EA Sports, NBA Street V3.
La versión de PSP también se diferencia de las versiones para las consolas principales, con personalizaciones limitadas para los personajes que se pueden editar. También se ha omitido el uso de bonus en los specials "Monster Tricks".

## Gameplay
El gameplay actual en sí en SSX on Tour es similar al de  SSX 3, con controles similares y los objetivos generales de los eventos siguen siendo iguales - bajar de la montaña mientras se ganan puntos por variados trucos que se pueden hacer. Luego de cada truco, la barra de boost - o "boost bar" - aumenta, y cuando se llena permite al jugador hacer movimientos especiales - conocidos como los "Monster Tricks" ahora, pues antes eran conocidos como los "Uber tricks" -.
A pesar de las similitudes, se hicieron numerosos cambios en la estructura de las carreras y eventos. Los jugadores pueden crear sus propios personajes, seleccionar un símbolo, el maquillaje (si es mujer), la altura, la ropa y el pelo, además de que sean un snowboarder o un esquiador (el esquí es una nueva característica en el juego). Una vez creado, su personaje puede competir en competiciones oficiales (conocido como "Eventos"), o desafíos extraoficiales conocidos como "Shreds". Cada evento o completado desafío hace que su personaje gane "Hype", elevando su perfil y trasladándose hasta el ranking SSX, con el objetivo final de alcanzar el número uno.
Con la atención ahora puesta en los personajes personalizados, el cast original de SSX se mueve por el juego "tranquilamente", apareciendo en varios Shreds contra el jugador, y disponibles para jugar cuando no estés en The Tour. En addición a los 7 veteranso que vuelven de SSX, 3 nuevos personajes hacen aparición: Tyson, Sid, and Skye. La mayoría de los personajes deben ser desbloqueados.
A diferencia de su predecesor, el SSX3, no se ha incluido el juego en línea en ninguna de las versiones de "SSX On Tour". La principal atención se centró en la mejora de un solo jugador del modo de historia, implementando el sistema de creación de personajes, la selección de las nuevas pistas, y la adición de esquí así como de snowboard.

## Estilo
En este juego se presenta en el estilo de un boceto de libro, una nueva dirección para la serie SSX. La obra de la tapa, así como en los menús de juego son todos los formatos como en un croquis e imágenes simplistas a menudo en una línea de fondo. La colección de especiales en el juego, que aparecía simplemente como copos de nieve en juegos SSX anteriores, han sido reemplazadas con sketchs o dibujos conocidos como "skulvis", continuando con el tema. 
Este estilo fue continuado a una medida de las carreras reales, con la gráfica del SSX 3 suavizada, lo que contribuye a mejorar la estructura y las tasas de mantener la sensación de que el juego sea tan fresco como sea posible. Nuevos efectos también se añadieron, como un  efecto de desenfoque o distorsión cuando los corredores llegan a cierta velocidad, similar a la utilizada en Burnout 3: Takedown, otro juego lanzado por Electronic Arts para la PS2.

## Recepción del juego por parte de la crítica
SSX On Tour recibió críticas positivas de los críticos sobre el conjunto. Gamespot le dio 8.7/10, señalando que el estilo del juego era "como nada de lo que en la serie se ha visto antes,expertamente mezcla lo nuevo con lo familiar, y crea una experiencia que absorbe que tendrá a los fans locos por SSX una y otra vez". Además, en el sistema de examen de Metacritic se ha producido una valoración de 81/100 para el juego, basado en un gran número de evaluaciones de la crítica.
Sin embargo, el juego tiene sus detractores. Algunos lo ven como más orientados hacia los recién llegados a la serie, y los fanes más fieles de la serie sienten que han sido de corto cambio con la exclusión de lo que hizo a SSX destacar de otros títulos de snowboard, como ser capaz de desempeñar la modalidad de campaña ( "The Tour" en este juego) con los personajes que regresan. Esto se atribuye principalmente al hecho de que SSX On Tour existe una modalidad de "crea a tu personaje", mientras que los anteriores juegos había una fila de personajes con personalidades únicas.
Una de las mayores quejas de los aficionados es la falta de la pista "Merqury City" en el juego. Esta pista estaba presente en SSX Tricky y SSX3, y se estructuró en torno a una enorme ciudad iluminada con luces de neón, lo que permitía más variedad en las vías. La falta de diversidad entre las canciones presentes en SSX On Tour es algo que no gusta a la entidad de aficionados, a pesar de las diversas mejoras en términos de la cantidad de atajos y de realizar un seguimiento de las longitudes en general.

## Créditos
Sean Smillie, uno de los productores y escritores del juego, fue un snowboarder e instructor en el Whistler-Blackcomb Ski Resort por muchos años, antes de entrar en el mundo de los videojuegos. Similarmente, el director y actor de voz Ross Tweedale creció en el  Red Resort, y ha esquiado en los 2 hemisferios, Canadá, EE. UU., Australia & Europa.
La línea "Canine Snipers", usada por los "Ski Patrol" durante el juego, fue originalmente ideada para ser "...canine and snipers...". Durante la grabación, Ross Tweedale lo leyó mal, pero no importó porque los productores lo encontraron genial y lo dejaron en el juego. Interesantemente, de los actores de voz, sólo Michael Dobson y Alistair uAbell repitieron sus roles de SSX 3.

### Productores
- Productor Ejecutivo - Steve Barcia
- Productores - Steve Anthony, Sean Smillie
- Visor Técnico - Felix Mulderrig

### Escritores
- Brad Blasco
- Christopher Donaldson
- Sean Smillie
- Ross Tweedale

### Voces
- Nate - Michael Dobson
- Psymon - Alistair Abell
- Mario, Luigi - Charles Martinet (sólo en la versión de GCN)
- Princesa Peach - Jillian Michaels (sólo en la versión de GCN)
- El Anunciador (de los eventos), la Ski Patrol, Voces Adicionales - Ross Tweedale
- Kaori - Jordan Cawley Dickinson
- Mac - Joe May
- Voces Adicionales - Tony Alcantar, Yvonne Campeau, Kara Elissa, Maria Dimou, Samantha Ferris, Alfred Liu, Tabitha St. Germain, Barbara Tyson

## Banda sonora
Una de las cosas más notables de todo juego en la serie SSX es que ha tenido una excelente banda sonora. Tal como SSX Tricky y SSX 3, SSX on Tour posee una banda sonora licenciada, incluyendo rap, punk, rock y estilos de música alternativos. La prominencia de punk y rock es una "rama" de las techno-heavy bandas sonoras de juegos previos en las series.
La banda sonora está integrada con el juego, a veces usada en el menú. Las canciones usadas en las pantallas de los menús son tocadas sólo como versiones instrumentales de las usadas durante las carreras. En adición, cuando se hacen "Monster Tricks" durante un evento, la música disminuirá,para ser remplasado por el sonido del viento silbando mientras el jugador corta el aire. Una vez tocada   la superficie otra vez, la música volverá, uniendo las sensaciones del juego.
- Avenged Sevenfold - "Bat Country" (de "City of Evil")
- Billy Talent - "Red Flag" (de "Billy Talent II")
- Blackalicious - "Rhythm Sticks" (de "The Craft")
- Bloc Party - "Banquet" (de "Silent Alarm")
- Bonobo - "Pick Up" (de "Dial 'M' For Monkey")
- Bonobo - "Flutter" (de "Dial 'M' For Monkey")
- Chali 2na & Beenie Man - "International"
- C-Rayz Walz - "Street Reppin" (de "Year Of The Beast")
- Death from Above - "Romantic Rights" (de "You're a Woman, I'm a Machine")
- Def Leppard - "Let It Go" (de "High 'n' Dry")
- Dio - "Stand Up and Shout" (de "Holy Diver")
- Diplo - "Big Lost" (de "Florida")
- Diplo & P.E.A.C.E. - "Indian Thick Jawns" (de "Florida")
- Diva International - "Nothing to Do"
- DJ Spooky & Dave Lombardo & Chuck D - "B-Side Wins Again" (de "Drums of Death")
- The Faint - "I Disappear" (de "Wet from Birth")
- Fu Manchu - "I Can't Hear You" (de "Start the Machine")
- Goldfinger - "My Everything" (de "Disconnection Notice")
- The Hives - "No Pun Intended" (de "Tyrannosaurus Hives")
- The Herbaliser & Roots Manuva - "Lord, Lord" (de "Take London")
- The Herbaliser - "Gadget Funk" (de "Take London")
- Hot Hot Heat - "Pickin' It Up" (de "Elevator")
- Iron Maiden - "Run to the Hills" (de "The Number of the Beast")
- Jurassic 5 - "Red Hot" (de "Feedback")
- LCD Soundsystem - "Daft Punk Is Playing at My House" (de "LCD Soundsystem")
- Louis XIV - "God Killed the Queen" (de "The Best Little Secrets Are Kept")
- Maxïmo Park - "Apply Some Pressure" (de "A Certain Trigger")
- Morningwood - "Nü Rock" (de "Morningwood")
- Motörhead - "Overkill" (de "Overkill")
- Nine Black Alps - "Shot Down" (de "Everything Is")
- OK Go - "Here It Goes Again" (de "Oh No")
- Paul Wall & Big Pokey - "Sittin' Sidewayz" (de "The Peoples Champ")
- Pennywise - "Competition Song" (de "The Fuse")
- The Perceptionists - "People 4 Prez" (de "Black Dialogue")
- Queens of the Stone Age - "Medication" (de "Lullabies to Paralyze")
- Rock n Roll Soldiers - "Flag Song" (de "The Two EPs")
- Scorpions - "Dynamite" (de "Blackout")
- Sweatshop Union - "Come Back" (de "United We Fall")
- Vatican DC - "Antisocial" (de "We Carnival")
- We Are Scientists - "Lousy Reputation" (de "With Love and Squalor")
- Z-Trip & Whipper Whip - "All About the Music" (de "Shifting Gears")

## Premios y nominaciones
SSX On Tour ganó los siguientes premios:
- Juego de DEportes Alternativos en IGN.
- Mejor Uso de Música en un Juego en los DEM X AWARDS 2005.
- D.I.C.E's Mejor Juego de Deportes del Año Academy of Interactive Arts & Sciences (AIAS) 2006.

También fue nominado para:
- Mejor Juego de Móvil del Año CAEAA 2006.
- Mejor Juego Individual del Año Spike Video Game Awards 2005.
- Mejor Título de Deportes/Deportes Extremos del Año 1UP.com

## La tabla Merqury City

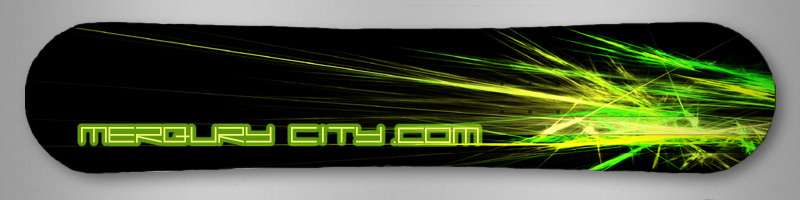
La tabla de Merqury City que sale en SSX On Tour.

Como un bonus a los fanes de tantos años de la serie SSX, Electronic Arts incluyó una tabla y unos esquíes hecho por un fan en SSX On Tour. La tabla "Merqury City" y los esquíes "Merqury Ultimates" fueron designados por un fan del fan-site de SSX Merqury City llamado Nicholas Murga (a.k.a. Royank). Ésta tabla es la mejor en el juego, otorgándole al jugador los valores máximos tales como velocidad y estabilidad.